# Жан Батист Бесиер
Жан-Батист Бесиер (на френски: Jean-Baptiste Bessières) е един от маршалите на Империята при Наполеон (от 19 май 1804 г.), командир на конната гвардия на Наполеон, херцог на Истрия (от 28 май 1809 г.).

## Биография
Роден е на 6 август 1768 година в Пресак, департамент Лот, Франция, в семейството на хирург. Заминава за Монпелие за да учи за лекар, но поради финансови затруднения в семейството е принуден да се върне у дома и да работи като бръснар.
След революцията от 1789 година, влиза в Конституционната гвардия на Луи XVI, а след разформирането ѝ през 1792 – в Националната гвардия. През същата година се записва доброволец в Пиренейския легион и взима участие в сраженията в Испания. През 1794 г. е назначен за капитан на конно-егерски полк. През 1796 г. е назначен в италианската армия под командването на Наполеон Бонапарт. Със смелите си действия обръща върху себе си вниманието на командващия и е назначен в охраната на Бонапарт, първообразът на бъдещата императорска гвардия.
През 1798 – 1799 г. взима участие в египетския и сирийските походи.
През 1800 г., в битката при Маренго, оглавява блестяща атака на кавалерията, макар изходът от нея да не се оказва решаващ. След месец получава званието бригаден генерал. През 1801 г., след назначаването на Бонапарт за Първи консул, Бесиер става командващ на Консулската гвардия. От септември 1802 е дивизионен генерал. На 19 май 1804 г. получава званието маршал на Франция.
Загива на 1 май 1813 г. в Рипах (между Фелс и Лютцен), Саксония-Анхалт, по време на сражението при Вайсенфелс.